# Samotny George

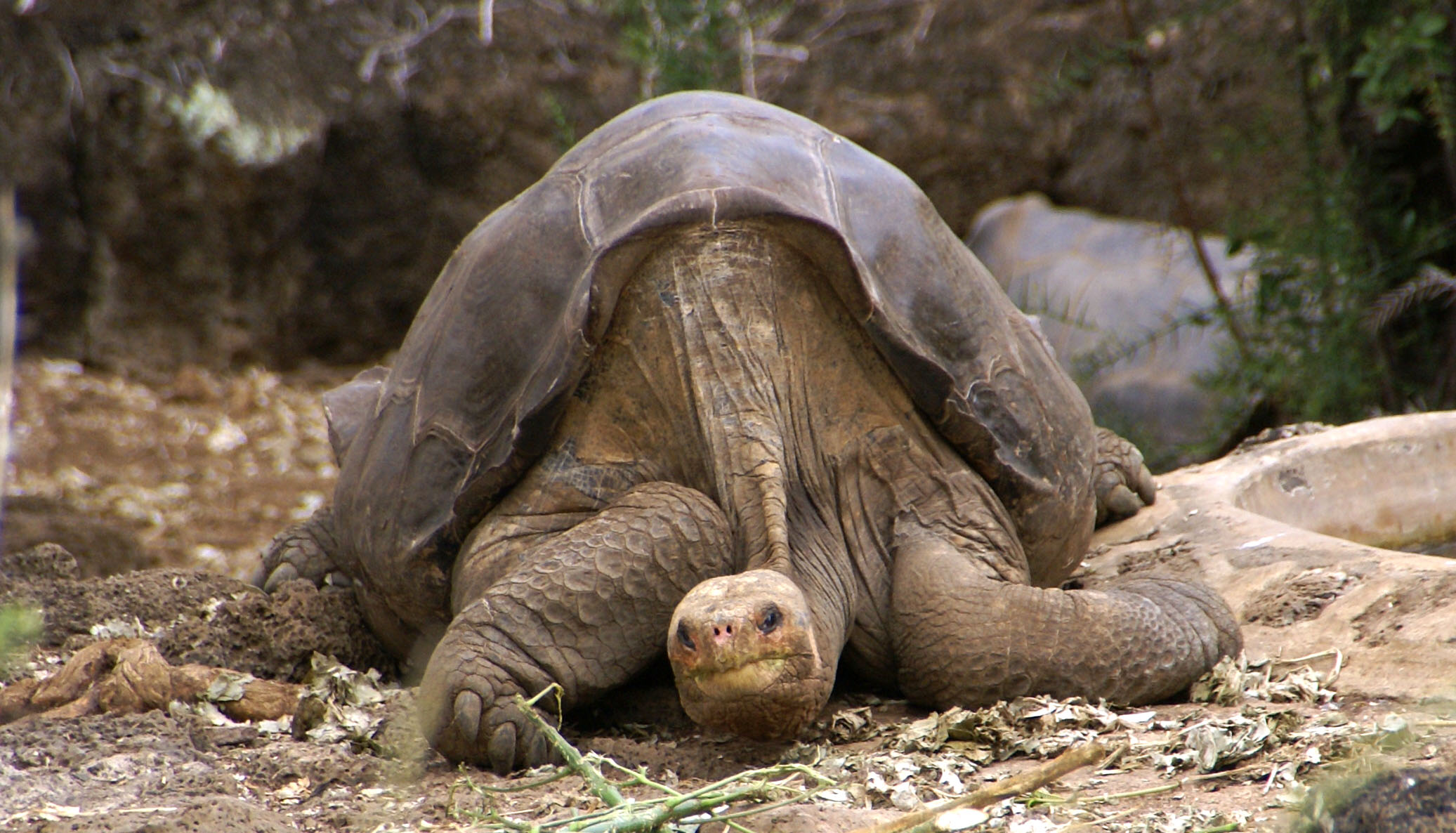
Samotny George

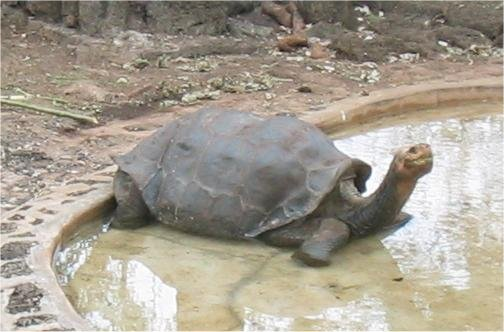
Samotny George

Samotny George, Samotny Jurek (ang. Lonesome George, ur. ok. 1910, zm. 24 czerwca 2012) – ostatni żółw słoniowy z podgatunku Chelonoidis abingdonii. Żółwie te zamieszkiwały wyspę Pinta, jedną z wysp archipelagu Galapagos. Przez kilka stuleci żółwie z wysp Galapagos były chwytane przez żeglarzy i zjadane podczas długich rejsów. W latach 50. XX wieku miejscowi rolnicy sprowadzili na te wyspy kozy; roślinność została całkowicie wyniszczona przez te zwierzęta, co w konsekwencji spowodowało masowe wymieranie żółwi.
George został znaleziony 1 grudnia 1971 przez węgierskiego biologa Józsefa Vágvölgyiego. Wiek tego żółwia szacowano na 60-90 lat, a wagę na ok. 90 kg. Przed śmiercią znajdował się on na wyspie Santa Cruz w Stacji Biologicznej Fundacji Darwina. Ponieważ był to ostatni żółw z tego podgatunku lub gatunku, przez lata próbowano znaleźć samicę. Próbowano również reprodukcji z najbliższymi podgatunkami np. Chelonoidis (nigra) becki z wyspy Wolf. Jednak wtedy potomstwo George'a byłoby mieszańcami, a nie czystym podgatunkiem Chelonoidis (nigra) abingdonii. Fundacja Darwina wyznaczyła nawet nagrodę w wysokości 10 000 dolarów amerykańskich dla zoo posiadającego żółwicę z tego podgatunku. W ten sposób w zoo w Pradze został odnaleziony prawdopodobnie kolejny samiec z podgatunku Chelonoidis (nigra) abingdonii. Żółw ten został nazwany Tony. W zoo w Pradze znajduje się od 1995 roku. Wcześniej przebywał w zoo w Kolonii nad Renem, gdzie trafił w 1972 roku.
Samotny George został znaleziony martwy 24 czerwca 2012 roku. Jego ciało zostało znalezione przez opiekuna, Fausto Llerena. Przyczyna śmierci jest nieznana.
Jego genom posłużył badaniom nad długowiecznością. Sekwencjonowanie jego genomu ukazało duplikacje genów odpowiedzialnych za naprawę DNA, odporność na patogeny i supresje nowotworów.